# Timor Est (provincia indonesiana)
La provincia di Timor Est o Timor Orientale (in portoghese: Timor-Leste; in tetum: Timór Loros'ae; in indonesiano: Timor Timur) è stata una provincia dell'Indonesia che comprendeva la metà orientale dell'isola di Timor, da cui il nome, dalle isole di Atauro e di Jaco, e da Oecussi-Ambeno, un'exclave nella parte occidentale dell'isola di Timor. Il resto dell'isola apparteneva (e appartiene tuttora) alla provincia di Nusa Tenggara Orientale. Il capoluogo era Dili, attuale capitale di Timor Est. La provincia dal 25 ottobre 1999 al 19 maggio 2002 è stata amministrata dalle Nazioni Unite attraverso l'UNTAET.

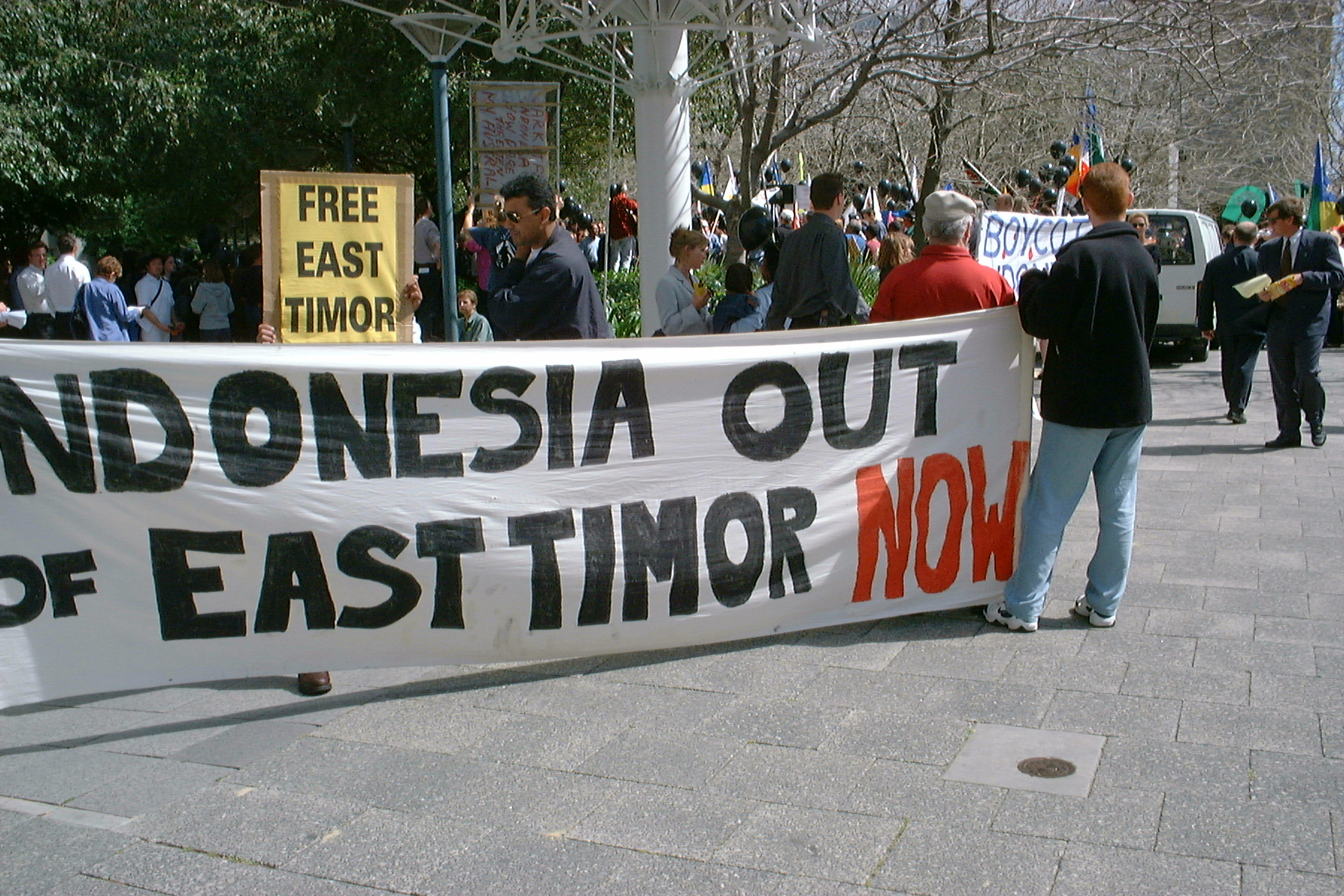
Manifestazione contro l'occupazione indonesiana di Timor Est in Australia nel 1999

## Governatori

### Governatori indonesiani
- Arnaldo dos Reis Araújo (1976-1978)
- Guilherme Maria Gonçalves (1978-1982)
- Mário Viegas Carrascalão (1982-1992)
- Abilio José Osório Soares (1992-1999)

### Amministratori ONU
- Sérgio Vieira de Mello  (1999-2002)